# Варшавська конвенція (1733)
Варшавська конвенція — міжнародний договір, укладений 14 серпня 1733 року у Варшаві між Російською імперією, Австрійською імперією та Саксонським курфюрством.
За договором, Росія та Саксонія зобов'язувалися 18 років перебувати в оборонному союзі, гарантуючи один одному всі їхні європейські володіння і виставляючи у разі війни допоміжне військо: Росія – 2000 кавалерії та 4000 піхоти, Саксонія – 1000 піхоти та 2000. Росія та Австрія, крім того, зобов'язувалися допомагати курфюрсту в досягненні польського престолу, а він визнавав за Анною Іоанівною імператорський титул, відмовлявся за Польщу від домагань Ліфляндії і обіцяв задовольнити всі претензії Росії.
Через цей договір Росія та Австрія заздалегідь розпорядилися престолом Речі Посполитої, і потім, коли на сеймі більшість опинилась за обрання королем Станіслава Лещинського, таке розпорядження було здійснено силою російських військ.